# 上田村 (岡山県御津郡)
上田村（うえだそん）は、岡山県御津郡にあった村。現在の加賀郡吉備中央町の一部にあたる。「うえだむら」ともいう。

## 地理
本宮山南西に広がる吉備高原の浸食小起伏面上に位置していた。

## 歴史
- 1889年（明治22年）6月1日、町村制の施行により、津高郡三納谷村、細田村、上田西村、上田東村、円城村、案田村が合併して村制施行し、上田村が発足[1][2]。旧村名を継承した三納谷、細田、上田西、上田東、円城、案田の6大字を編成[2]。
- 1900年（明治33年）4月1日、郡の統合により御津郡に所属[1][2]。
- 1904年（明治37年）12月1日、御津郡富津村と合併し円城村を新設して廃止された[1][2]。合併後、円城村大字三納谷・細田・上田西・上田東・円城・案田となる[2]。

### 地名の由来
江戸時代の旧村名称を参互折衷したもの。

## 産業
- 農業[2]

## 教育
- 1891年（明治24年）長田・加茂・豊岡・福山・富津・新山・江与味・上田の8か村組合立の加茂高等小学校を大字三納谷に設立[2]。